# E

E یا e پنجمین حرف از حروف الفبای لاتین است. نام انگلیسی آن «ئی» است.

## تاریخچه
| A28 |

| A28 |

## نگارخانه

نشان‌واره اینترنت اکسپلورر
ئی!